# Hogna exsiccatella
Hogna exsiccatella là một loài nhện trong họ Lycosidae.
Loài này thuộc chi Hogna. Hogna exsiccatella được Embrik Strand miêu tả năm 1916.